# Internationale Begegnung in Gemeinschaftsdiensten

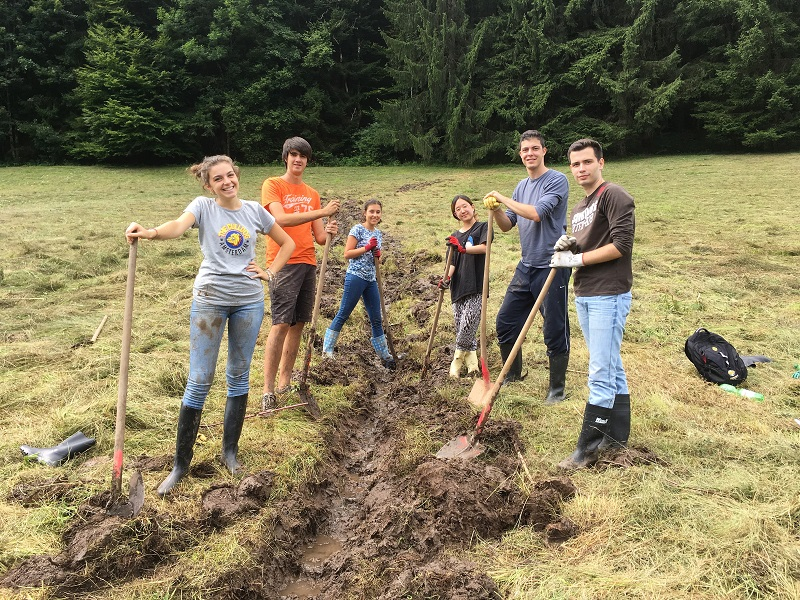
Junge Freiwillige bei internationalen Workcamp, welches 2017 von IBG e.V. in Schenkenzell organisiert wurde.

Der gemeinnützige Verein Internationale Begegnung in Gemeinschaftsdiensten (IBG e.V) mit Sitz in Stuttgart wurde 1965 mit dem Ziel gegründet, durch internationale Jugendgemeinschaftsdienste (Workcamps) einen Beitrag zu Frieden und Völkerverständigung zu leisten. Seitdem wurden mehr als 1500 internationale Workcamps mit über 15.000 Teilnehmenden in Deutschland und anderen deutschsprachigen Ländern organisiert und weit mehr als 10.000 Freiwillige in gemeinnützige Projekte weltweit vermittelt. IBG setzt sich ein für internationale Verständigung, die Förderung von Toleranz und Offenheit, die Stärkung demokratischen Bewusstseins durch die Unterstützung von selbständigem und eigenverantwortlichem Handeln, die Überwindung benachteiligender gesellschaftlicher Verhältnisse sowie einen nachhaltig positiven Einfluss der Workcamps auf die Projektorte. IBG vermittelt Freiwillige in Workcamps in über 40 Länder in Europa, Asien, Nord-, Mittel- und Südamerika.
Der Verein ist weder religiös noch politisch gebunden und als Träger der außerschulischen Jugendbildung anerkannt.
IBG e.V. gehört zusammen mit 14 weiteren deutschen Workcamp-Organisationen zur Trägerkonferenz der Internationalen Jugendgemeinschafts- und Jugendsozialdienste,  welche wiederum die Belange der Mitglieder gegenüber dem Bundesministerium für Familie, Senioren, Frauen und Jugend vertritt.
Der Verein ist außerdem Mitglied des Coordinating Commitee for International Voluntary Service der UNESCO und des internationalen Netzwerkes der Alliance of European Voluntary Service Organisations. Auf lokaler Ebene ist IBG Mitglied der Landesarbeitsgemeinschaft Offene Jugendbildung (LAGO) Baden-Württemberg. Die Workcamps in Deutschland werden finanziert durch Zuschüsse des Bundesministeriums für Familie, Senioren, Frauen und Jugend und der Europäischen Union. Darüber hinaus unterstützen örtliche Träger die Projekte.